# 綴り字のシーズン
綴り字のシーズン（Bee Season）は、マイラ・ゴールドバーグの小説。及びそれを原作とした映画。スペリング・コンテストをモチーフに家族の崩壊と再生を描いた作品。2000年出版。
日本では2002年に東京創元社より出版（訳：斎藤倫子）。

## あらすじ
11歳の普通の女の子イライザは校内のスペリング・コンテストで優勝する。その後も勝ち進み全国大会への出場が決まったが、同時に家族の崩壊が始まった。

## 映画

### 概要
トロント国際映画祭出品。アメリカでは2005年9月3日（テルライド映画祭）にフォックス・サーチライト・ピクチャーズ、日本では同年12月23日に20世紀フォックス配給で公開。

### キャスト
| 役名               | 俳優                   | 日本語吹替   |
| ------------------ | ---------------------- | ------------ |
| ソール・ナウマン   | リチャード・ギア       | 小川真司     |
| ミリアム・ナウマン | ジュリエット・ビノシュ | 山崎美貴     |
| イライザ・ナウマン | フローラ・クロス       | 宇山玲加     |
| アーロン・ナウマン | マックス・ミンゲラ     | 川中子雅人   |
| チャーリ           | ケイト・ボスワース     | 小笠原亜里沙 |